# Tristagma
Tristagma is een geslacht uit de narcisfamilie (Amaryllidaceae). De soorten komen voor in Zuid-Peru en verder in Centraal- en Zuid-Chili en West- en Zuid-Argentinië.

## Soorten
- Tristagma ameghinoi (Speg.) Speg.
- Tristagma anemophilum Ravenna
- Tristagma berteroi (Kunth) S.C.Arroyo & Sassone
- Tristagma bivalve (Hook. ex Lindl.) Traub
- Tristagma circinatum (Sandwith) Traub
- Tristagma gracile (Phil.) Traub
- Tristagma graminifolium (Phil.) Ravenna
- Tristagma lineatum Ravenna
- Tristagma lomarum Ravenna
- Tristagma nivale Poepp.
- Tristagma patagonicum (Baker) Traub
- Tristagma poeppigianum (Gay) Traub
- Tristagma porrifolium (Poepp.) Traub
- Tristagma sessile (Phil.) Traub
- Tristagma staminosum Ravenna
- Tristagma violaceum (Kunth) Traub
- Tristagma yauriense Ravenna

... · 
Acis · 
Amaryllis · 
Boophone · 
Clivia · 
Crinum (Haaklelie) · 
Galanthus (Sneeuwklokje) · 
Hippeastrum · 
Hymenocallis · 
Leucojum (Narcisklokje) · 
Narcissus (Narcis) · 
Pancratium · 
Scadoxus · 
Sprekelia · 
Sternbergia · 
...